# Lucius Caecilius Metellus Calvus
Lucius Caecilius Metellus Calvus (vers 200 av. J.-C. ou avant 178 av. J.-C. – après 136 av. J.-C.) est un homme d’État romain. 
Il est le fils de Quintus Caecilius Metellus et le frère de Quintus Caecilius Metellus Macedonicus. D’abord préteur puis consul et gouverneur de l’Hispanie en 142 av. J.-C., où il a combattu, sans succès, contre Viriathus, puis proconsul de la Gaule cisalpine en 141 av. J.-C., et légat de 140 à 139 av. J.-C.. Au cours de ces années, Calvus participe à une ambassade dans certains États de l’Est. 

## Descendance
Les enfants de Lucius Caecilius Metellus Calvus sont :
- Lucius Caecilius Metellus Dalmaticus
- Quintus Caecilius Metellus Numidicus
- Caecilia Metella, épouse de Lucius Licinius Lucullus, fils de Lucius Licinius Lucullus consul en 151 av. J.-C.